# Joacim Esbjörs
Joacim Esbjörs (* 4. Juli 1970 in Göteborg) ist ein ehemaliger schwedischer Eishockeyspieler.

## Karriere
Joacim Esbjörs begann seine Karriere als Eishockeyspieler in seiner Heimatstadt in der Nachwuchsabteilung des Västra Frölunda HC, für dessen Profimannschaft er in der Saison 1988/89 sein Debüt in der damals noch zweitklassigen Division 1 gab. Mit Frölunda stieg er auf Anhieb in die Elitserien auf, in der der Verteidiger in den folgenden neun Jahren Stammspieler war. Die Saison 1998/99 verbrachte der Weltmeister von 1992 bei Ässät Pori aus der finnischen SM-liiga. Anschließend kehrte er in seine schwedische Heimat zurück, in der er weitere zwei Spielzeiten beim HV71 in der Elitserien verbrachte, ehe er seine Karriere im Alter von 31 Jahren beendete.

### International
Für Schweden nahm Esbjörs im Juniorenbereich an der U18-Junioren-Europameisterschaft 1988 sowie der U20-Junioren-Weltmeisterschaft 1990 teil. Im Seniorenbereich stand er im Aufgebot seines Landes bei der Weltmeisterschaft 1992, bei der er mit seiner Mannschaft die Goldmedaille gewann.

## Erfolge und Auszeichnungen
- 1989 Aufstieg in die Elitserien mit dem Västra Frölunda HC

### International
- 1992 Goldmedaille bei der Weltmeisterschaft

## Familie
Sein Vater Lars-Erik Esbjörs und sein Bruder Jonas Esbjörs waren ebenfalls professionelle Eishockeyspieler.